# Communauté d'agglomération Sénart Val de Seine
La communauté d’agglomération Sénart Val de Seine (CASVS) est une ancienne structure intercommunale française située dans le département de l’Essonne et la région Île-de-France.  
Elle a fusionné avec la communauté d'agglomération du Val d'Yerres pour former la Communauté d'agglomération Val d'Yerres Val de Seine le 1er janvier 2016.

## Histoire
La communauté d’agglomération Sénart Val de Seine a été créée par arrêté du préfet de l’Essonne en date du 20 décembre 2002.
Dans le cadre de la mise en œuvre de la loi MAPAM du 27 janvier 2014, qui prévoit la généralisation de l'intercommunalité à l'ensemble des communes et la création d'intercommunalités de taille importante, le préfet de la région d'Île-de-France approuve le 4 mars 2015 un schéma régional de coopération intercommunale qui prévoit notamment la « fusion de la communauté d'agglomération Sénart Val de Seine, de la Communauté d'agglomération du Val d'Yerres et extension du nouveau regroupement à la commune de Varennes-Jarcy », jusqu'alors membre de la Communauté de communes du Plateau Briard. Celle-ci, après une consultation de ses habitants qui s'est tenue en avril 2015, intègre néanmoins la communauté de communes de l'Orée de la Brie le 1er janvier 2016, de manière à ne pas être concernée par la Métropole du Grand Paris,.
Les communes de Sénart Val de Seine s'opposent à la création, et le maire de Draveil, Georges Tron, organise un référendum dans sa ville, qui aboutit à un rejet de la fusion par 98,3 %, mais avec une participation limitée à 23 % des électeurs,.
La création de la nouvelle communauté d'agglomération est néanmoins créée par arrêté préfectoral du 14 décembre 2015 « portant création d’un établissement public de coopération intercommunale issu de la fusion des communautés d’agglomération Sénart Val de Seine et Val d’Yerres ». 

## Géographie

### Situation
| Type d'occupation           | Pourcentage | Superficie (en hectares) |
| --------------------------- | ----------- | ------------------------ |
| Espace urbain construit     | 42,2 %      | 1 520,58                 |
| Espace urbain non construit | 8,5 %       | 306,75                   |
| Espace rural                | 49,3 %      | 1 776,82                 |
| Source : Iaurif             |             |                          |

La communauté d’agglomération Sénart Val de Seine était située au nord-est du département de l’Essonne. Son altitude varie entre trente et un mètres à Vigneux-sur-Seine et quatre-vingt huit mètres à Montgeron.

### Composition
La communauté d’agglomération Sénart Val de Seine regroupait trois communes : 
| Code Insee  | Commune           | Population  |
| ----------- | ----------------- | ----------- |
| 91 2 29 201 | Montgeron         | 24 646 hab. |
| 91 2 19 421 | Vigneux-sur-Seine | 28 289 hab. |
| 91 2 34 657 | Draveil           | 28 540 hab. |

### Démographie
| 1968 | 1975 | 1982 | 1990 | 1999   | 2006   | 2010   | 2011   |
| ---- | ---- | ---- | ---- | ------ | ------ | ------ | ------ |
| -    | -    | -    | -    | 75 650 | 78 174 | 78 702 | 79 876 |

### Pyramide des âges
| Hommes | Classe d’âge | Femmes |
| ------ | ------------ | ------ |
| 0,3    | 90 ans ou +  | 1,3    |
| 5,8    | 75 à 89 ans  | 9,0    |
| 12,0   | 60 à 74 ans  | 12,2   |
| 20,5   | 45 à 59 ans  | 20,1   |
| 20,2   | 30 à 44 ans  | 20,3   |
| 19,0   | 15 à 29 ans  | 17,3   |
| 22,1   | 0 à 14 ans   | 19,9   |

| Hommes | Classe d’âge | Femmes |
| ------ | ------------ | ------ |
| 0,3    | 90 ans ou +  | 0,8    |
| 4,4    | 75 à 89 ans  | 6,7    |
| 11,3   | 60 à 74 ans  | 11,9   |
| 19,9   | 45 à 59 ans  | 20,0   |
| 21,9   | 30 à 44 ans  | 21,4   |
| 20,6   | 15 à 29 ans  | 19,2   |
| 21,7   | 0 à 14 ans   | 20,0   |

## Organisation

### Siège
Le siège de l'intercommunalité était à Draveil, 6 bis  boulevard Henri Barbusse.

### Élus
Le conseil communautaire comptait pour la mandature 2008-2014 cinquante et un élus désignés par chaque conseil municipal des communes adhérentes, répartis entre dix huit délégués pour Draveil, dix sept pour Vigneux-sur-Seine et seize pour Montgeron. 

### Liste des présidents
| Période | Période       | Identité          | Étiquette | Qualité |
| ------- | ------------- | ----------------- | --------- | --- |
| 2002    | 2014          | Georges Tron      | UMP       | Maire de Draveil (1995 → ) Secrétaire d’État (2010 → 2011) Député de l'Essonne (9e circ.) (1993 → 2010 et 2011 → 2012)                       |
| 2014,   | décembre 2015 | François Durovray | UMP       | Maire de Montgeron (2014 → 2015) Président du Conseil départemental de l'Essonne (2015 → ) Conseiller régional d'Île de France (2010 → 2015) |

### Compétences
La communauté d’agglomération Sénart Val de Seine exerçait les compétences transférées par les communes membres, dans les conditions définies par le code général des collectivités territoriales. 
Il s'agissait du développement économique, de l’aménagement du territoire, l’équilibre social de l’habitat et la politique de la ville, les politiques de l'emploi, la gestion des transports en commun, la gestion de la distribution en eau potable, la protection de l’environnement et du patrimoine, la collecte et le tri des ordures ménagères et la gestion des équipements culturels et sportifs.

### Régime fiscal et budget
La communauté d'agglomération était  financée par la fiscalité professionnelle unique (FPU), qui a succédé a la Taxe professionnelle unique (TPU), et qui assure une péréquation fiscale entre les communes regroupant de nombreuses entreprises et les communes résidentielles.
La communauté d’agglomération disposait en 2008 d’un budget de 4 404 474 euros. Elle fixe un taux de taxe professionnelle unique à 14,86 %.
| Postes                                             | 2007         | 2008         | 2009         | 2010         | 2011         |
| -------------------------------------------------- | ------------ | ------------ | ------------ | ------------ | ------------ |
| Produits de fonctionnement                         | 17 225 000 € | 17 727 000 € | 19 860 000 € | 20 156 000 € | 24 540 000 € |
| Charges de fonctionnement                          | 14 679 000 € | 15 499 000 € | 16 197 000 € | 16 630 000 € | 22 180 000 € |
| Ressources d’investissement                        | 6 674 000 €  | 2 763 000 €  | 11 132 000 € | 23 080 000 € | 11 146 000 € |
| Emplois d’investissement                           | 3 697 000 €  | 8 607 000 €  | 17 684 000 € | 22 773 000 € | 13 308 000 € |
| Dette                                              | 2 311 000 €  | 2 113 000 €  | 3 925 000 €  | 11 029 000 € | 10 331 000 € |
| Source : Ministère de l’Économie et des Finances,. |              |              |              |              |              |

### Identité visuelle
| Logotype de la communauté d’agglomération Sénart Val de Seine | La communauté d’agglomération Sénart Val de Seine s’est dotée d’un logotype. |

## Pour approfondir